# Mansión de Nogale
La Mansión de Nogale (en letón: Nogales muižas pils) es una casa señorial en estilo Neoclásico en la parroquia de Ārlava, en el municipio de Talsi de la región histórica de Curlandia, en Letonia occidental. Fue construida en torno a 1880 de acuerdo al proyecto del arquitecto T. Seiler.